# Provincia de El Loa
La provincia de El Loa se ubica al oriente de la región de Antofagasta, en Chile. Tiene una superficie de 42 934,1 km² y posee una población de 177 048 habitantes. Su capital es la ciudad de Calama. De ella se extrae el cobre, uno de los minerales más importantes del país. También es característico por su clima desértico y su paisaje. San Pedro de Atacama es un gran atractivo turístico.

## Economía
En 2018, la cantidad de empresas registradas en la provincia de El Loa fue de 3.094. El Índice de Complejidad Económica (ECI) en el mismo año fue de -0,15, mientras que las actividades económicas con mayor índice de Ventaja Comparativa Revelada (RCA) fueron Actividades de Parques de Atracciones y Centros Similares (67,11), Reproducción de Grabaciones (53,78) y Otros Tipos de Transporte Regular de Pasajeros por Vía Terrestre (36,86).

## Comunas
La provincia está conformada por 3 comunas
| Código | Comuna               | Capital              | Superficie (km²) | Población (2017) | Porcentaje de población sobre el total de la provincia de El Loa (%) |
| ------ | -------------------- | -------------------- | ---------------- | ---------------- | -------------------------------------------------------------------- |
| 02201  | Calama               | Calama               | 15 597           | 165 731          | 93,66 %                                                              |
| 02202  | Ollagüe              | Ollagüe              | 2964             | 321              | 0,13 %                                                               |
| 02203  | San Pedro de Atacama | San Pedro de Atacama | 23 439           | 10 996           | 6,21 %                                                               |
| Total  | Total                | Total                | 41 999           | 177 048          | 100 %                                                                |

## Autoridades
Las autoridades son nombradas directamente por el Presidente de la República y se mantienen en su cargo mientras cuenten con su confianza.

### Gobernadores provinciales (1990-2021)

Logotipo de la Gobernación de El Loa hasta 2021.

Los siguientes fueron los gobernadores provinciales de El Loa.
| Gobernador(a)                  | Partido | Partido | Inicio              | Final               | Presidente(a) | Presidente(a)           |
| ------------------------------ | ------- | ------- | ------------------- | ------------------- | ------------- | ----------------------- |
| César Castillo Lilayu          |         | PDC     | 11 de marzo de 1990 | 11 de marzo de 1994 |               | Patricio Aylwin         |
| José Luis Ayala Manríquez      |         | PS      | 11 de marzo de 1994 | 11 de marzo de 2000 |               | Eduardo Frei Ruíz-Tagle |
| Francisco Segovia Rojas        |         | PDC     | 11 de marzo de 2000 | 10 de junio de 2004 |               | Ricardo Lagos           |
| Guillermo Espíndola Correa     |         | PDC     | 2004                | 11 de marzo de 2006 |               | Ricardo Lagos           |
| Sandra Pastenes Muñoz          |         | PS      | 11 de marzo de 2006 | 22 de enero de 2009 |               | Michelle Bachelet       |
| Rubén Rojo Maturana            |         | PS      | 23 de enero de 2009 | 18 de abril de 2009 |               | Michelle Bachelet       |
| Nicanor de la Cruz Araya       |         | PS      | 27 de abril de 2009 | 11 de marzo de 2010 |               | Michelle Bachelet       |
| Luis Garrido Ampuero           |         | UDI     | 16 de marzo de 2010 | 1 de enero de 2013  |               | Sebastián Piñera        |
| Lorenza Muñoz Cifuentes        |         | UDI     | 2 de enero de 2013  | 11 de marzo de 2014 |               | Sebastián Piñera        |
| Claudio Andrés Lagos Gutiérrez |         | PRSD    | 11 de marzo de 2014 | 1 de junio de 2017  |               | Michelle Bachelet       |
| Eduardo Ochoa                  |         | PRSD    | 20 de junio de 2017 | 18 de marzo de 2018 |               | Michelle Bachelet       |
| María Bernarda Jopia Contreras |         | RN      | 18 de marzo de 2018 | 14 de julio de 2021 |               | Sebastián Piñera        |

### Delegado Presidencial Provincial (Desde 2021)

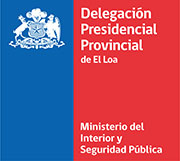
Logotipo de la Delegación Presidencial Provincial de El Loa desde 2021.

Nuevo cargo que reemplaza la figura de Gobernador provincial.
| Delegado(a)                    | Partido | Partido | Inicio              | Final               | Presidente(a) | Presidente(a)    |
| ------------------------------ | ------- | ------- | ------------------- | ------------------- | ------------- | ---------------- |
| María Bernarda Jopia Contreras |         | RN      | 14 de julio de 2021 | 11 de marzo de 2022 |               | Sebastián Piñera |
| Miguel Ballesteros Candia      |         | RD      | 11 de marzo de 2022 | En el cargo         |               | Gabriel Boric    |
| Miguel Ballesteros Candia      | FA      |         | 11 de marzo de 2022 | En el cargo         |               | Gabriel Boric    |